# Chaînée-des-Coupis
Chaînée-des-Coupis é uma comuna francesa na região administrativa de Borgonha-Franco-Condado, no departamento de Jura. Estende-se por uma área de 5,04 km². Em 2010 a comuna tinha 187 habitantes (densidade: 37,1 hab./km²).